# Franziska Klemenz
Franziska Klemenz (* 1992 in Iserlohn) ist eine deutsche Journalistin.

## Werdegang
Klemenz wuchs in Süddeutschland auf und studierte von 2012 bis 2015 Medienkultur an der Bauhaus-Universität Weimar. Von Oktober 2014 bis März 2016 absolvierte sie Praktika bei Sächsische.de, inFranken.de, WMP Eurocom und im Berliner Polizei-Ressort von Bild und B.Z. Nach einer anschließenden 16-monatigen Tätigkeit als freie Journalistin bei der Bild war sie ab Juni 2017 in einem zweijährigen Volontariat bei Sächsische.de tätig und absolvierte dabei 2018 die Henri-Nannen-Schule. Von Juni 2019 bis März 2023 schrieb Klemenz Reportagen für „Seite 3“ und das Politikressort der Sächsischen Zeitung. 2021 war Klemenz Dozentin für das Seminar „Einstieg, Praxis und Perspektiven im Journalismus“ am Institut für Kommunikationswissenschaft der TU Dresden. Seit April 2023 schreibt Klemenz insbesondere zu den Themen AfD, Sachsen und Grüne für Table Media.
Über die Anfeindungen, die Klemenz als Reporterin bei Protesten gegen Schutzmaßnahmen zur COVID-19-Pandemie in Deutschland erlebte, wurde unter anderem in Der Spiegel, in der Taz im NDR (Zapp), auf einer DJV-Konferenz und in der Talkshow Markus Lanz berichtet. 
Als Journalistin war Franziska Klemenz häufiger Gast in Fernsehsendungen wie zum Beispiel bei Fakt ist!, ARD alpha, Phoenix, im NDR (45 min) und im Februar 2024 bei Markus Lanz.

## Auszeichnungen
- 2022: „Arthur F. Burns Fellowship“ bei The Oregonian[16]
- 2021: „Deutscher Reporter:innenpreis“ für ihre Reportage „Die Heimat, die uns keine ist“[17]
- 2021: „Gutenberg-Recherchepreis“ (1. Preis) von VRM und Lingen-Stiftung für ihre Reportage „Und dann kippt es plötzlich“[18]
- 2021: Medium Magazin „Top 30 bis 30“[19]